# 行燈山古墳

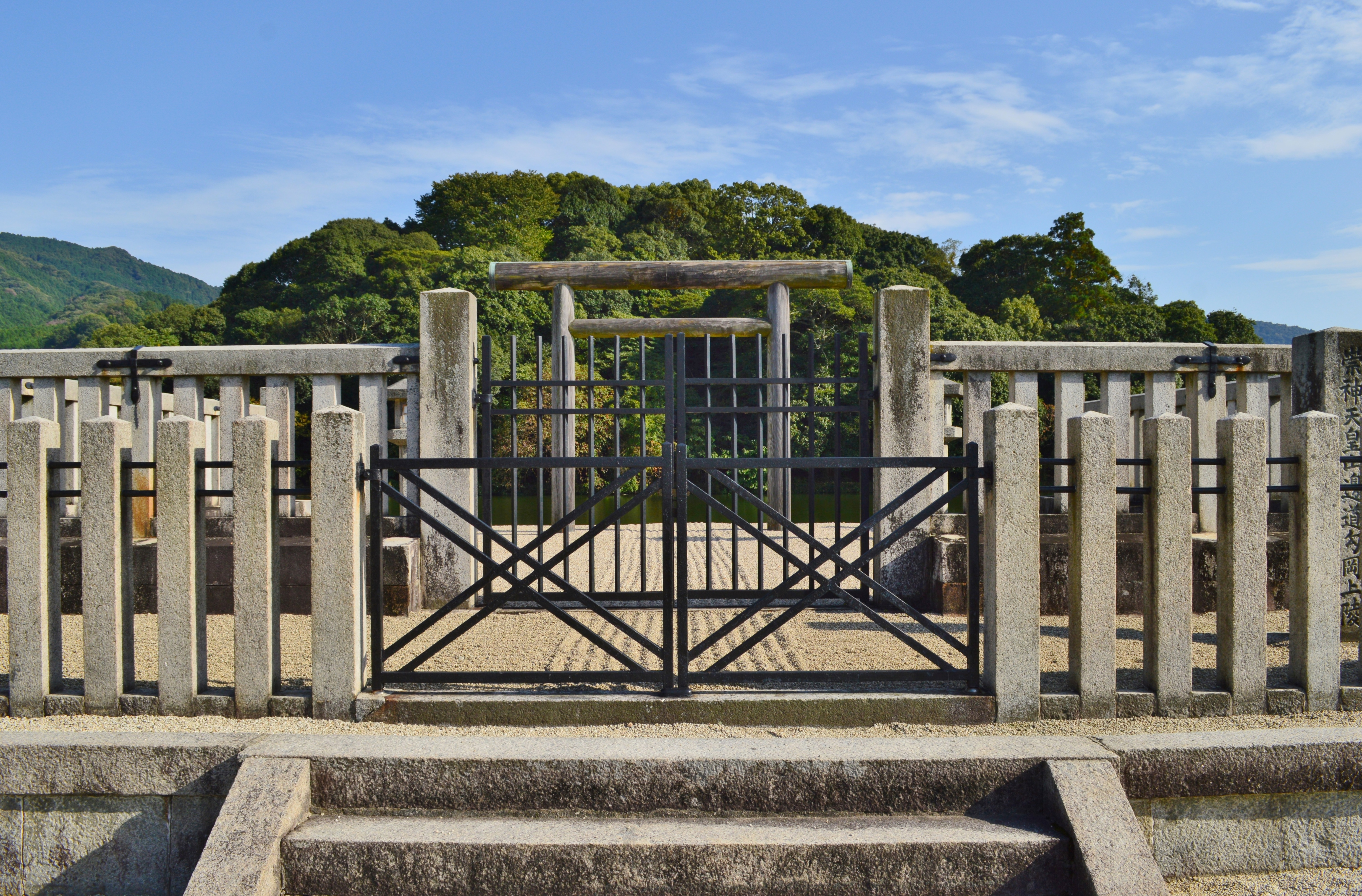
崇神天皇山邊道勾岡上陵 拝所

行燈山古墳（あんどんやまこふん、行灯山古墳）は、奈良県天理市柳本町にある古墳。形状は前方後円墳。オオヤマト古墳群（うち柳本古墳群）を構成する古墳の1つ。
実際の被葬者は明らかでないが、宮内庁により「山辺道勾岡上陵（やまのべのみちのまがりのおかのえのみささぎ、山邊道勾岡上陵）」として第10代崇神天皇の陵に治定されている。
全国では第16位の規模の古墳で、4世紀前半頃（古墳時代前期）の築造と推定される。

## 概要
奈良盆地東縁において、丘陵先端部を切断して築造された巨大前方後円墳である。江戸時代末期に柳本藩による修陵事業が実施され、周濠等に改変が加えられている。現在は宮内庁治定の天皇陵として同庁の管理下にあるが、1974-1975年（昭和49-50年）に宮内庁書陵部による外堤・渡堤・後円部墳丘裾部での発掘調査が実施されているほか、2017年（平成29年）に学会立ち入り調査が実施されている。
墳形は前方後円形で、前方部を北西方向に向ける。墳丘は3段築成。墳丘長は242メートルを測り、全国では第16位、柳本古墳群では渋谷向山古墳（天理市渋谷町、300メートル）に次ぐ第2位の規模になる。墳丘外表では葺石・埴輪が確認されている。墳丘周囲には盾形の周濠が巡らされており、周濠を含めた全長は360メートルにも及ぶほか（ただし周濠の一部は後世の改変）、陪塚的性格を持つ古墳数基の築造も認められる（5世紀代の陪塚とは性格は異なる）。埋葬施設は、後円部における竪穴式石室と推定される。出土遺物としては、円筒埴輪・土師器・須恵器（以上宮内庁書陵部の調査時）のほか、江戸時代の修陵の際に出土した銅板1枚（現在は所在不明）がある。
築造時期は、古墳時代前期後半の4世紀前半頃と推定される。柳本古墳群では渋谷向山古墳に先行する時期の築造とされ、渋谷向山古墳とともに初期ヤマト王権の大王墓と目される。被葬者は明らかでないが、現在は宮内庁により第10代崇神天皇の陵に治定されている。

## 遺跡歴
- 寛政9-享和元年（1797-1801年）、蒲生君平が『山陵志』で景行天皇陵に比定[10]。
- 安政2年（1855年）、景行天皇陵に治定[8]。
- 元治元年（1864年）9月-慶応元年（1865年）4月、柳本藩による修陵、銅板の出土（現在は所在不明）[4][8]。
- 慶応元年（1865年）、崇神天皇陵に治定変更[8]。
- 慶応3年（1867年）、谷森善臣が『山陵考』で崇神天皇陵に比定[10]。
- 明治期、宮内省（現・宮内庁）により崇神天皇陵に治定。
- 1974-1975年（昭和49-50年）、整備工事に伴う事前調査（宮内庁書陵部、1976・1977年に報告）[4][8]。
- 2017年（平成29年）2月24日、考古・歴史学15学会代表による立ち入り調査[5]。
- 2020年（令和2年）1月23日、考古・歴史学16学会代表による立ち入り調査。

## 墳丘
墳丘の規模は次の通り。

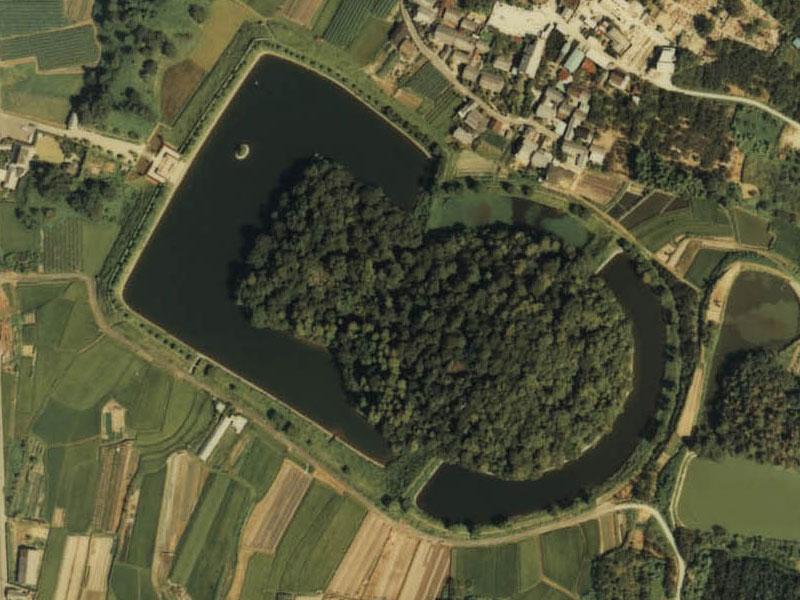
行燈山古墳の航空写真。

- 古墳総長：360メートル - 周濠を含めた全長。
- 古墳最大幅：230メートル - 周濠を含めた最大幅。
- 墳丘長：242メートル
- 後円部 - 3段築成。
  - 直径：158メートル
  - 高さ：31メートル
- 前方部 - 3段築成。
  - 幅：100メートル
  - 高さ：13.6メートル

墳丘周囲には周濠が巡らされており、周濠は3ヶ所で渡堤によって区切られる（傾斜地での湛水のため）。そのうち前方部南側、後円部南側・東・北側の部分が築造当初の形状とされ、前方部側の他の部分は江戸時代末の柳本藩の修営により農業用溜池として拡張されたとみられる。

## 出土品

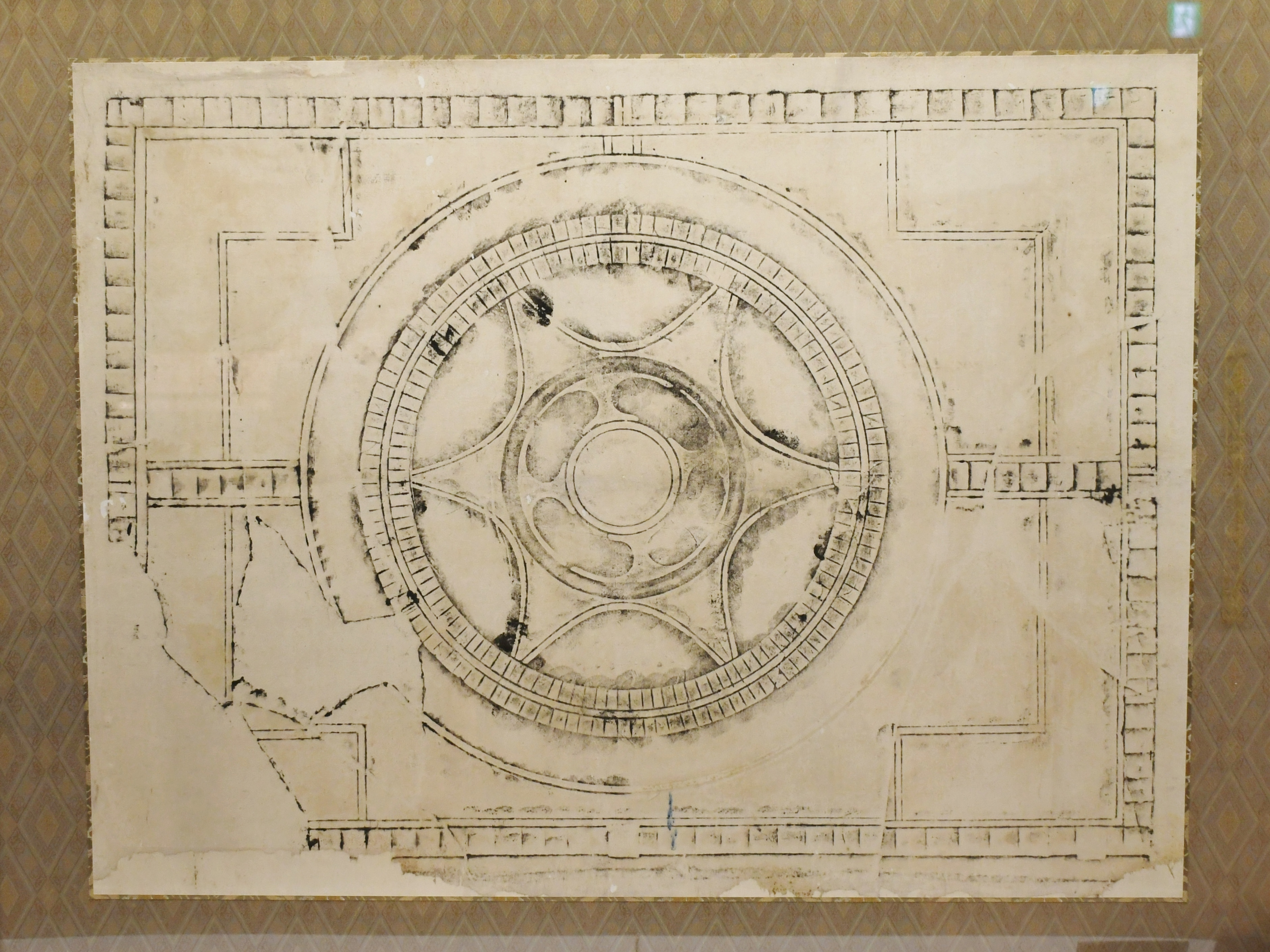
銅板拓本A面の拓本（原品は所在不明）。長岳寺蔵、奈良県立橿原考古学研究所附属博物館企画展示時に撮影。

行燈山古墳の出土品としては、特に銅板1枚が知られる。この銅板は、江戸時代の修陵の際に後円部南側の周濠から出土したもので、現在は所在不明であるが、拓本が残されている。拓本によれば銅板は長方形で、長辺70センチメートル・短辺53.8センチメートルを測る。片面（A面）には内行花文鏡に似た文様を、他面（B面）には田の字形の文様単位を施す。
そのほかの出土品としては、宮内庁書陵部による調査時に出土した円筒埴輪・土師器・須恵器がある。
なお、近在の長岳寺が伝世する弥勒石棺仏を、行燈山古墳の石室天井石の転用とする説がある。

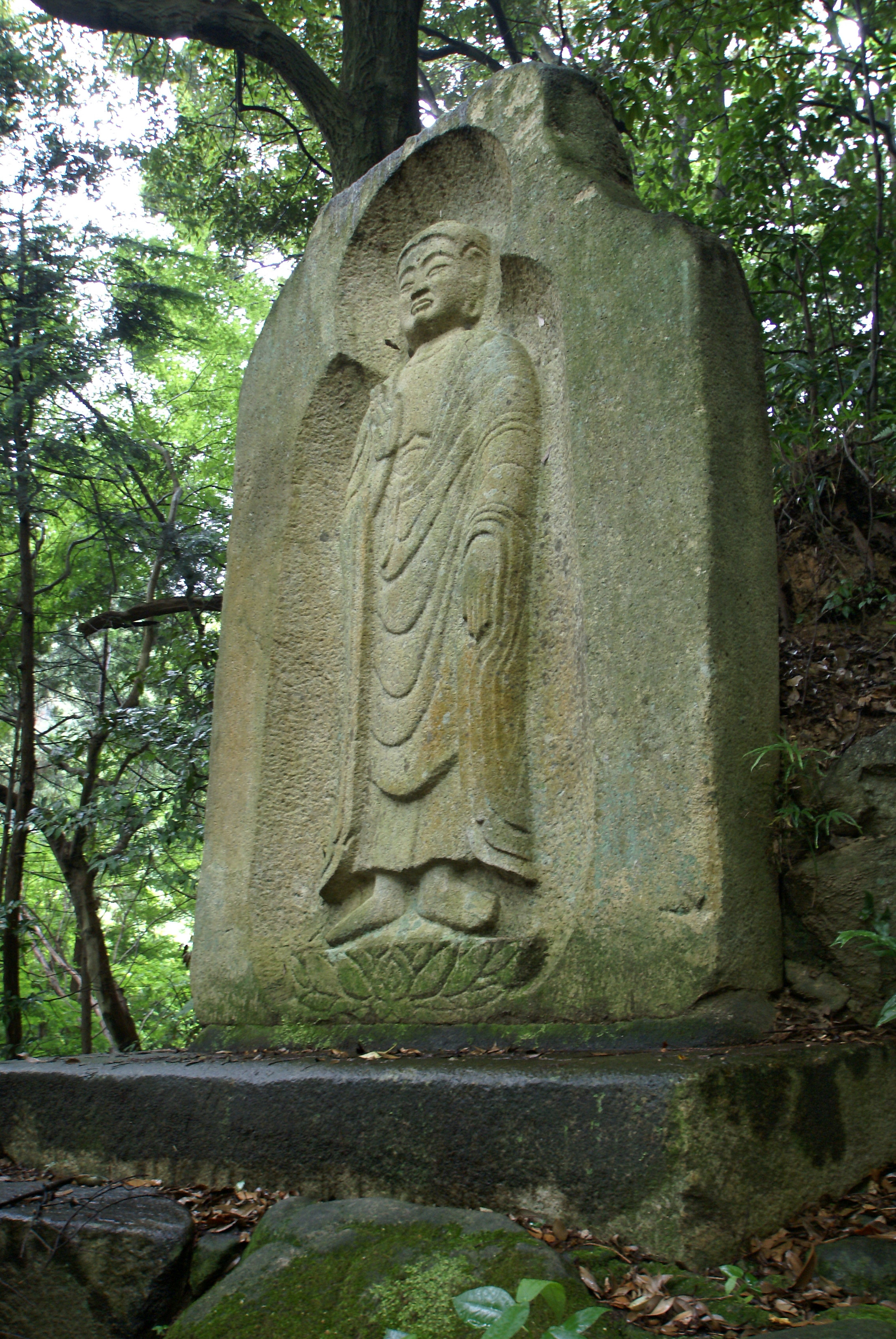
長岳寺 弥勒石棺仏

## 被葬者
|          | 崇神天皇 （第10代）           | 景行天皇 （第12代）         |
| -------- | ----------------------------- | --------------------------- |
|          |                               |                             |
| 古事記   | 山辺道勾之岡上                | 山辺之道上                  |
| 日本書紀 | 山辺道上陵                    | 山辺道上陵                  |
| 延喜式   | 山辺道上陵                    | 山辺道上陵                  |
| 現在     | 山辺道勾岡上陵 （行燈山古墳） | 山辺道上陵 （渋谷向山古墳） |

行燈山古墳の実際の被葬者は明らかでないが、宮内庁では第10代崇神天皇の陵に治定している。崇神天皇の陵について、『古事記』では「山辺道勾之岡上」の所在とあり、『日本書紀』では「山辺道上陵」とある（景行天皇陵と同名）。『延喜式』諸陵寮では遠陵の「山辺道上陵」（景行天皇陵と同名）として記載され、大和国城上郡の所在で、兆域は東西2町・南北2町で、守戸1烟を毎年あてるとする。なお同書では、大和国山辺郡の衾田墓（手白香皇女墓）の条において、「山辺道匂岡上陵」の陵戸が衾田墓の守戸を兼ねることが記されている。
その後、陵の所在に関する所伝は喪失。江戸時代後期に蒲生君平は『山陵志』で本古墳を景行天皇陵に比定したが、江戸時代末期に谷森善臣は『山陵考』で崇神天皇陵に比定し、その説が現在まで踏襲されている。この説の根拠の1つとしては、上述の衾田墓（衾田陵。現陵は西殿塚古墳、真陵は西山塚古墳か）には行燈山古墳の方が近いことがあった。
なお、考古学的にはヤマト王権の大王墓の1つとされ、初代大王墓とされる箸墓古墳（桜井市箸中）からは数代後に位置づけられる。
| 代 | 古墳名         |
| -- | -------------- |
| 1  | 箸墓古墳       |
| 2  | 西殿塚古墳     |
| 3  | 外山茶臼山古墳 |
| 4  | メスリ山古墳   |
| 5  | 行燈山古墳     |
| 6  | 渋谷向山古墳   |

## 陪塚
宮内庁治定の山辺道勾岡上陵の陪塚（陪冢）は、域内陪冢1ヶ所、飛地陪冢3ヶ所（い号・ろ号・は号）の計4ヶ所。詳細はそれぞれ次の通り。
- 域内陪冢（通称「アンド山」、北緯34度33分32.43秒 東経135度50分49.77秒）
山辺道勾岡上陵拝所の北側に位置する。古墳名は「アンド山古墳」。前方後円墳で、墳丘長120メートルを測る。段築は認められず、葺石・埴輪は不明、周濠は本来存在しないと推測される。埋葬施設は竪穴式石室とみられる。築造時期は行燈山古墳と同時期と推定される[4][16]。
- 飛地い号（通称「柘榴塚」、天理市柳本町：北緯34度33分21.29秒 東経135度50分58.46秒）
行燈山古墳の後円部南側に位置する。陪塚の可能性は低いとみられる[8]。
- 飛地ろ号（通称「百塚」「白塚」「臼塚」、天理市柳本町：北緯34度33分20.14秒 東経135度50分49.74秒）
行燈山古墳の前方部南側に位置する。陪塚の可能性は低いとみられる[8]。
- 飛地は号（通称「南アンド山」、天理市柳本町：北緯34度33分29.42秒 東経135度50分48.20秒）
山辺道勾岡上陵拝所の南側に位置する。古墳名は「南アンド山古墳」。前方後円墳で、墳丘長65メートルを測る。段築は認められず、葺石・埴輪は不明、周濠は本来存在しないと推測される。築造時期は行燈山古墳と同時期と推定される[4][17]。

以上のほか、行燈山古墳の西側にある大和天神山古墳（天理市柳本町、奈良県指定史跡）も行燈山古墳の陪塚とする説がある。この大和天神山古墳は前方後円墳で、墳丘長103メートルを測る。墳丘の東半は国道169号の建設で削平されているが、その工事に先立つ1960年（昭和35年）の発掘調査（奈良県立橿原考古学研究所）で、竪穴式石室から内行花文鏡4面などの銅鏡23面を含む副葬品多数（国の重要文化財）が出土している。これらの資料は行燈山古墳を考察する上でも重要視される。築造時期は3世紀後半-4世紀前半頃と推定される。

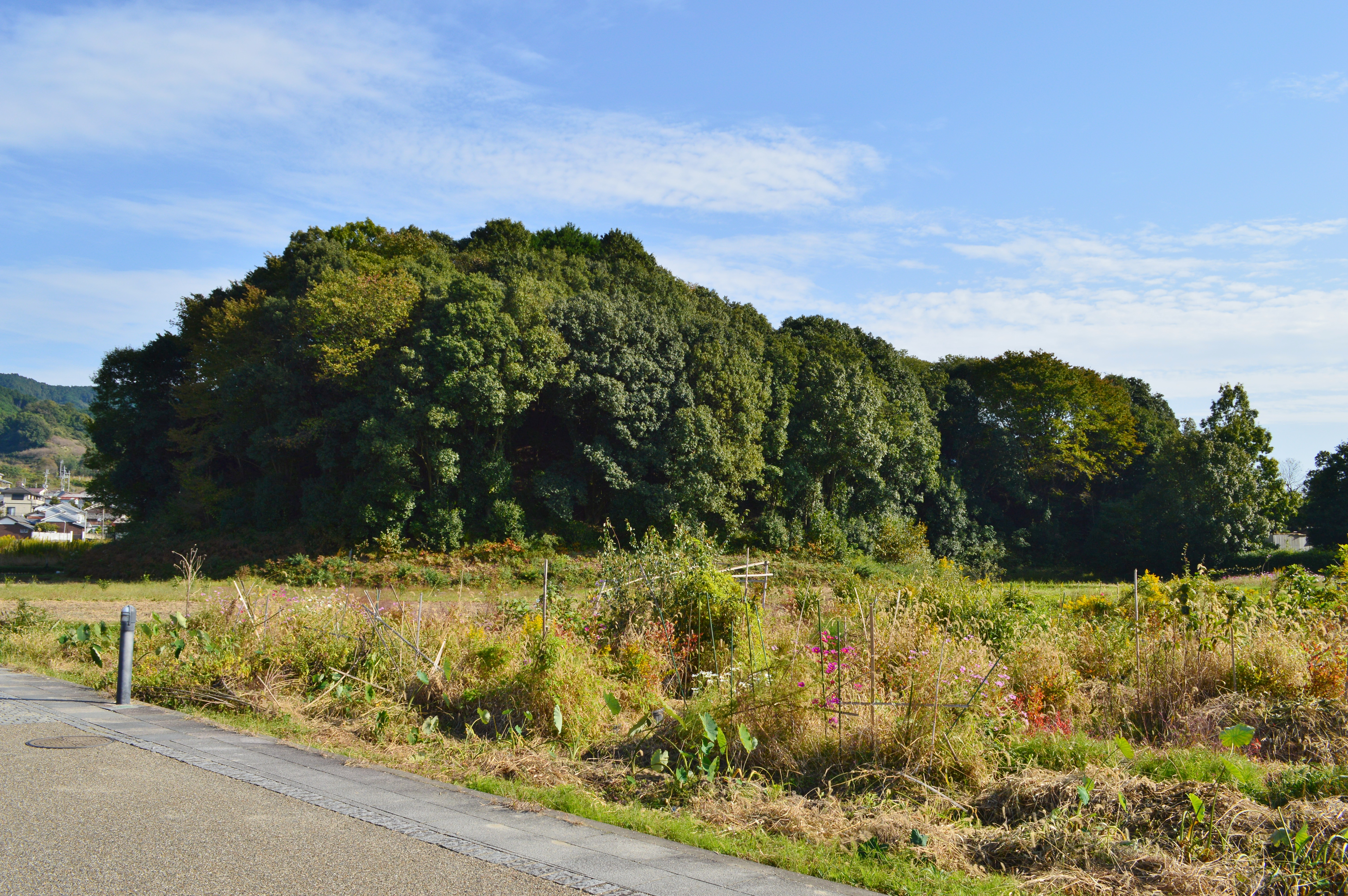
域内陪冢（アンド山古墳） 左手前に後円部、右奥に前方部。
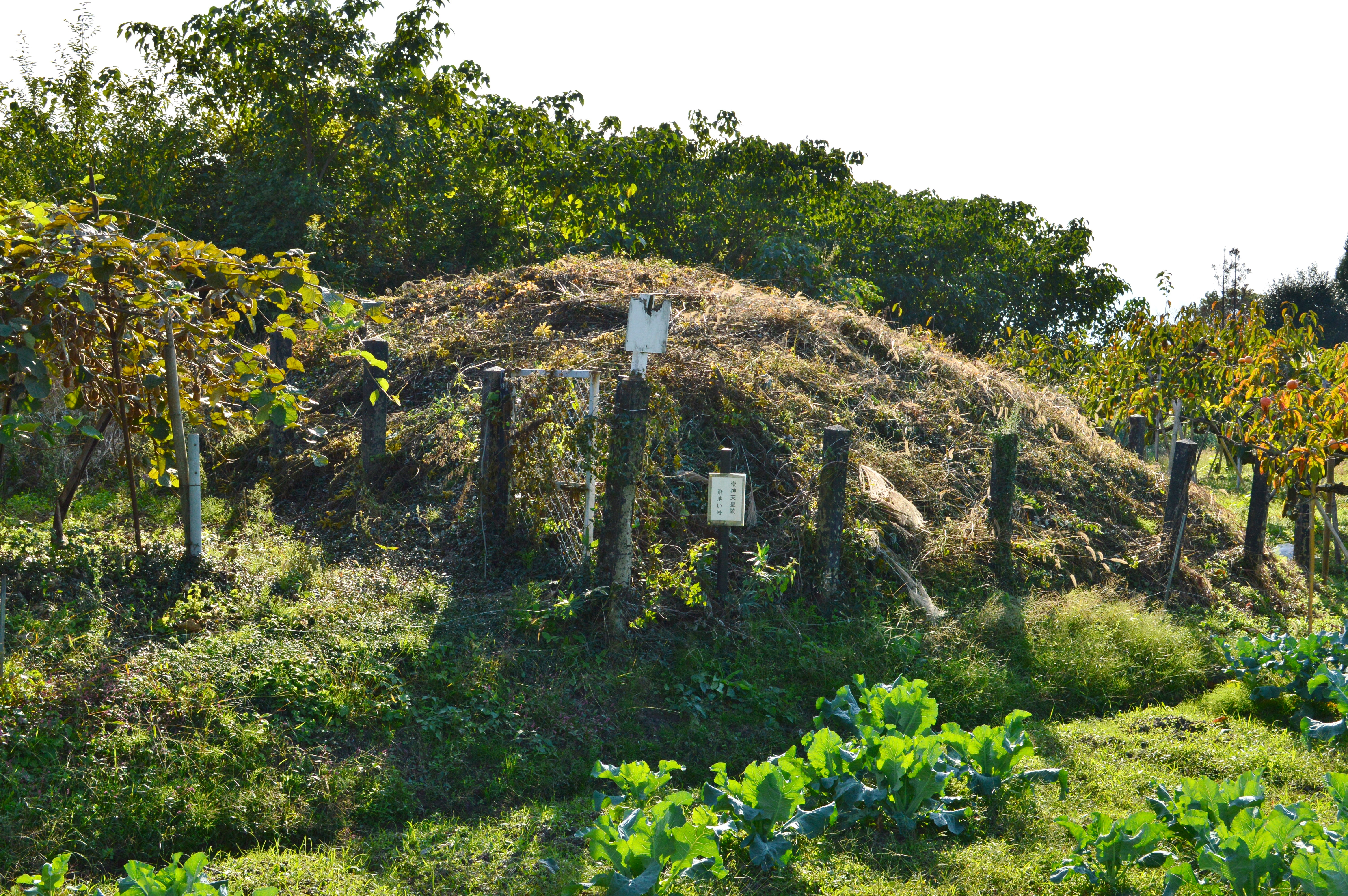
飛地い号
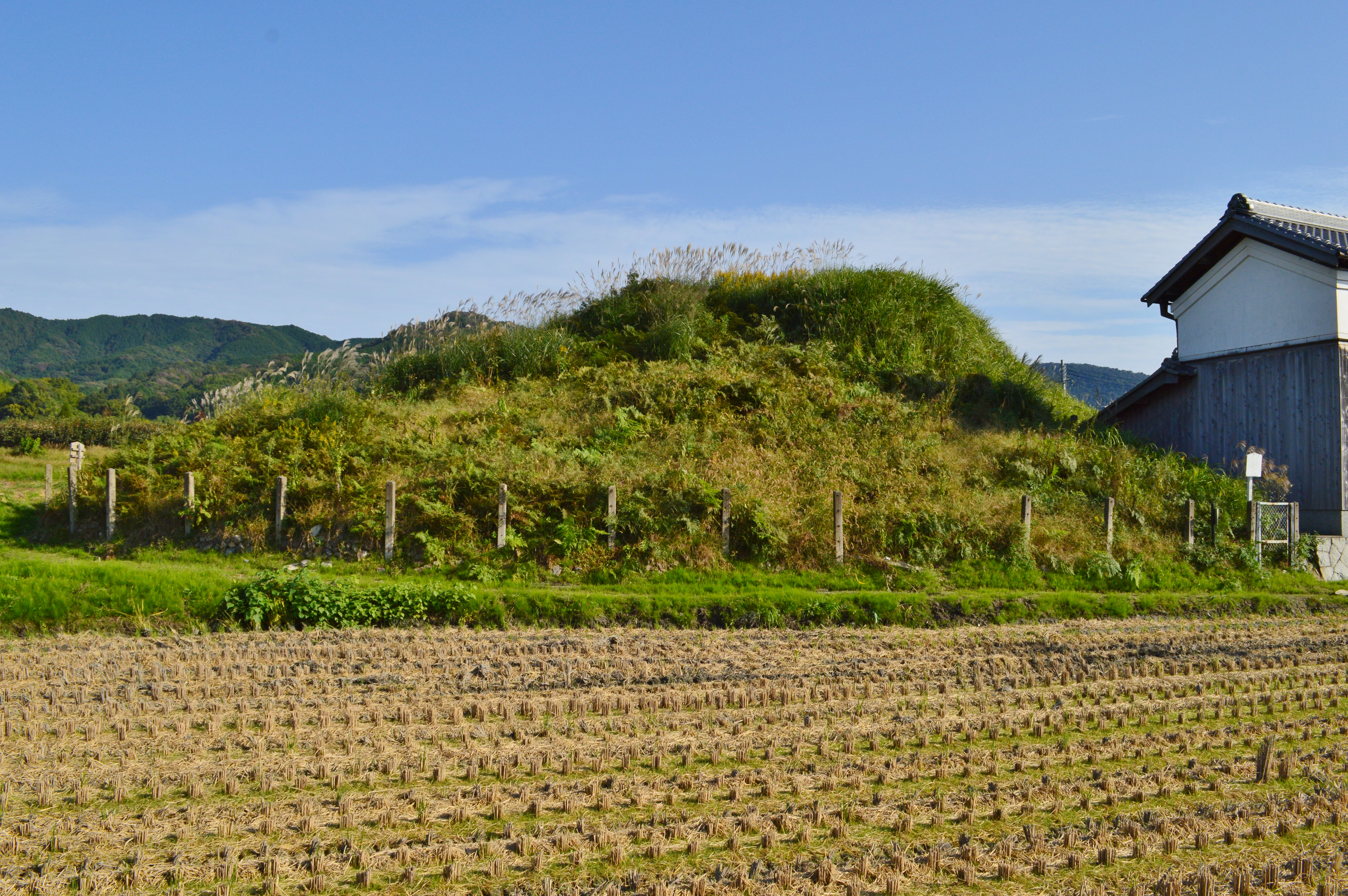
飛地ろ号
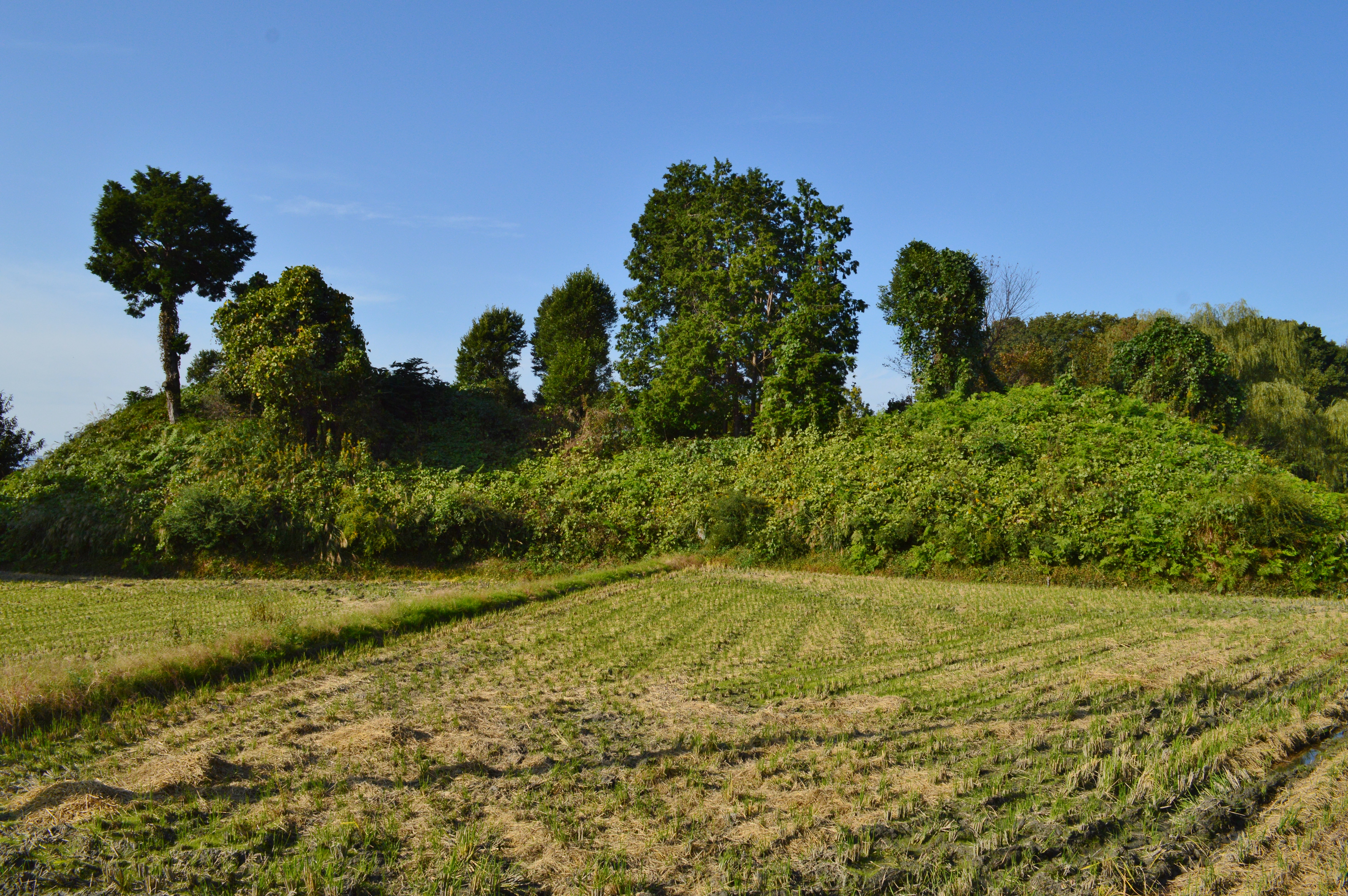
飛地は号（南アンド山古墳） 左に後円部、右に前方部。
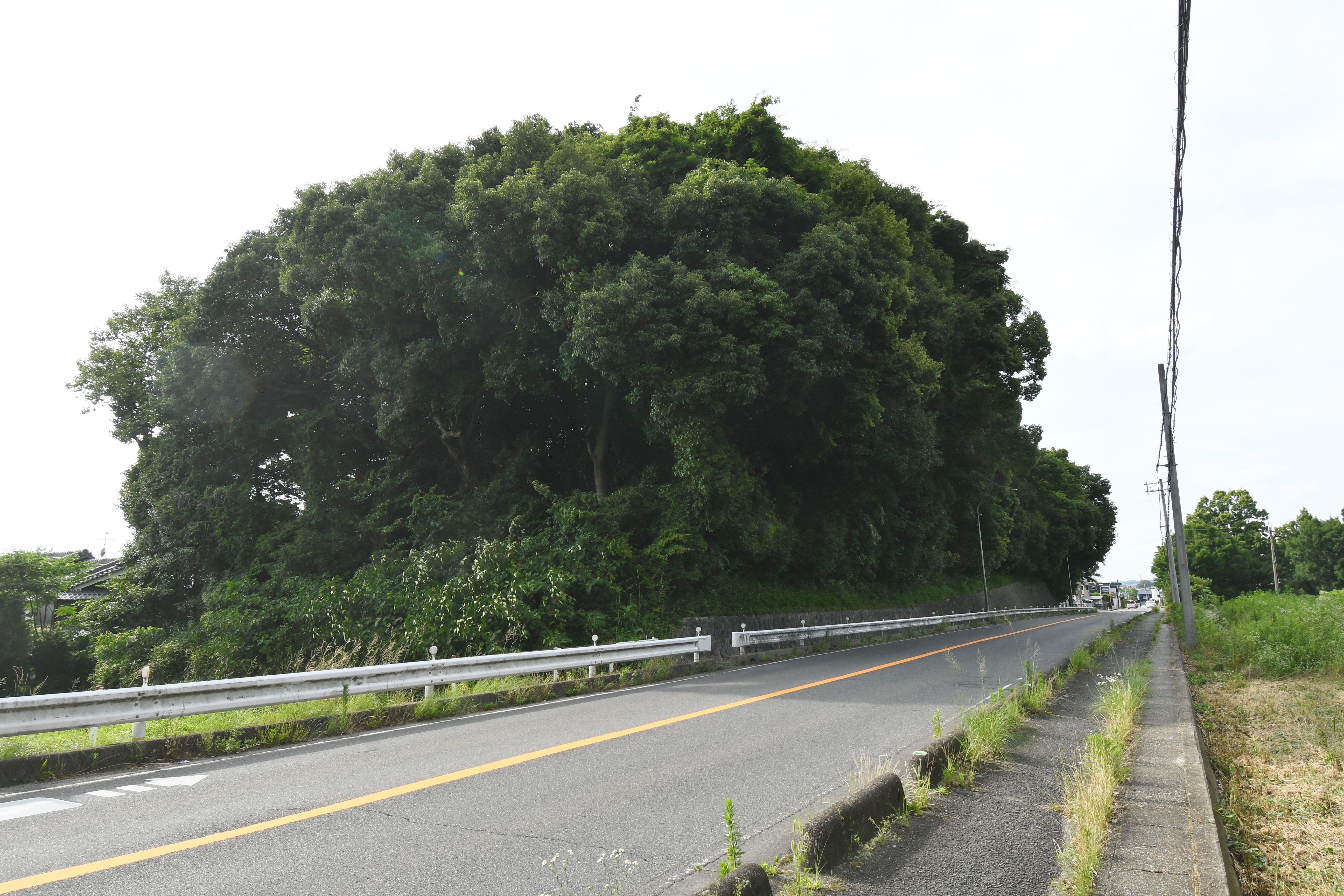
大和天神山古墳